# خاربیلین (استان اوپوله)
خاربیلین (به لهستانی: Charbielin) یک منطقهٔ مسکونی در لهستان است که در گمینا گووخووازه واقع شده‌است. خاربیلین ۸۶۰ نفر جمعیت دارد.